# 당륭
당륭(唐隆, 710년 6월 ~ 7월)은 당(唐) 상황제(殤皇帝) 이중무(李重茂)의 연호이다. 약 1개월 동안 사용하였다. 

## 개원
- 경룡(景龍) 4년 6월 4일[1](710년 7월 5일)에 연호를 당륭(唐隆)으로 개원함.[2][3][4][5]

- 당륭(唐隆) 원년 7월 20일[6](710년 8월 19일)에 연호를 경운(景雲)으로 개원함.[7][3][4][5]

## 연대 대조표
| 당륭       | 원년       |
| 서기(西紀) | 710년      |
| 간지(干支) | 경술(庚戌) |

## 동시대 연호

### 일본
- 와도(和銅) (708년 ~ 715년)

## 같이 보기
- 중국의 연호 목록